# Lavoûte-sur-Loire
Lavoûte-sur-Loire is een gemeente in het Franse departement Haute-Loire (regio Auvergne-Rhône-Alpes) en telt 687 inwoners (1999). De plaats maakt deel uit van het arrondissement Le Puy-en-Velay.

## Geografie
De oppervlakte van Lavoûte-sur-Loire bedraagt 10,1 km², de bevolkingsdichtheid is 68,0 inwoners per km².
De onderstaande kaart toont de ligging van Lavoûte-sur-Loire met de belangrijkste infrastructuur en aangrenzende gemeenten.

## Demografie
Onderstaande figuur toont het verloop van het inwonertal (bron: INSEE-tellingen).